# ヤマトタケル (安彦良和の漫画)
『ヤマトタケル』は、安彦良和の漫画。『ナムジ』、『神武』、『蚤の王』に続く記紀神話（日本神話）の人物を題材とした作品。

## 紹介
2012年に創刊された『サムライエース』（角川書店）の看板作品として創刊号（Vol.1、2012年6月26日発売）に「ヤマトタケル-序章-」が掲載され、Vol.2（2012年8月26日発売）より本格連載された。『サムライエース』はVol.10（2013年12月27日発売）で休刊となったが、KADOKAWAが運営するWEB漫画サイト『ComicWalker』で連載を継続し、2018年6月20日に最終話を配信して完結した。
安彦は「日本神話を題材として描くのはヤマトタケルまで」と語っている。

## 書誌情報
- 安彦良和『ヤマトタケル』 KADOKAWA〈角川コミックス・エース〉全6巻

1. 2013年2月21日発売 ISBN 978-4041205846
2. 2013年11月26日発売 ISBN 978-4041208731
3. 2015年4月10日発売 ISBN 978-4048111188
4. 2017年2月25日発売 ISBN 978-4048111454
5. 2017年12月9日発売 ISBN 978-4041065051
6. 2018年10月26日発売 ISBN 978-4041074930

- 新版『ヤマトタケル』中公文庫コミック 全3巻[5]、2019年10月-2020年4月